# Michael Martin Murphey
Michael Martin Murphey (Dallas, 14 maart 1945) is een Amerikaans singer-songwriter en gitarist. Verder produceert hij muziek, organiseerde hij muziekfestivals en acteerde hij in enkele films.

## Biografie
Murphey werd geboren in Oak Cliff, een stadsdeel van Dallas. Als kind was hij weg van cowboyliedjes en -verhalen, leerde hij ukelele spelen en schreef hij gedichten. Tijdens zijn high school-jaren trad hij in en om Dallas op met country, folk en rockmuziek. Hierna studeerde hij poëzie en schrijven aan de Universiteit van Californië in Los Angeles en schreef hij ernaast liedjes voor het label Sparrow Music. In die jaren, medio jaren zestig, trad hij daar op met Michael Nesmith, John London en John Raines als de Trinity River Boys. Ze namen wel een album op maar brachten deze niet uit.
In 1967 ging hij als Travis Lewis met Boomer Clarke (Boomer Castleman) verder in Dallas als The Lewis & Clarke Expedition; London and Raines kwamen ook mee en verder werd toetsenist Ken Bloom aangetrokken. De muziek was van eigen hand, waaronder de bescheiden hit I feel good. Het duo bracht toen ook het nummer What am I doing hangin' 'round? voort waarmee The Monkees een bescheiden hit hadden, de band waar Nesmith in op was gegaan.
Het jaar erop keerde Murphey terug naar L.A. en schreef hij voor een aantal artiesten, waaronder Kenny Rogers. Rogers bracht in 1972 zelfs een dubbelelpee uit dat geheel bestond uit nummers van Murphy, namelijk The Ballad of Calico. Hierna keerde hij als singer-songwriter terug naar Dallas en viel hij in bij artiesten als Jerry Jeff Walker, Willie Nelson en B.W. Stevenson.
Ook zette hij een eigen band op en vanaf 1972 bracht hij zijn eerste soloalbum uit, Geronimo's Cadillac. Andere albums volgden en zijn singles kenden lokale en kleine successen, tot hij in 1975 een nummer 3-notering in de hitlijsten behaalde met het nummer Wildfire. Zijn geesteskind Carolina in the pines bereikte in 1985 een top 10-notering. In de jaren zeventig en tachtig bereikten meerdere singles van hem bescheiden successen in verschillende Amerikaanse hitlijsten.
In 1990 kwam hij met het album Cowboy songs, met een aantal traditionele en bekende nummers zoals The yellow rose of Texas. Het album werd een succes en behaalde grotere verkoopcijfers dan enig ander album van hem ervoor. Naar hetzelfde idee volgde hij later nog met een deel II en vervolgens in 1993 met Marty Robbins met een deel III. In 1996 kwam hij met een album waarop hij werd begeleid door een compleet orkest.
Hij ging door het leven als Michael Murphey tot hij sinds het begin van de jaren tachtig in een reeks films speelde; sindsdien gebruikt hij zijn middelste naam Martin ook, om zich van de acteur Michael Murphy te onderscheiden. Tussendoor produceerde hij ook veel werk voor andere artiesten, zoals voor de close harmonygroep the Sons of the San Joaquin. Ook is hij de organisator geweest van een aantal muziekfestivals.
Hij werd door de American Country Music Association uitgeroepen tot de beste mannelijke zanger van 1983 en in 2007 kreeg hij een Letter of recommendation van president Bush. In 2004 werd hij opgenomen in de Western Music Association Hall of Fame, in 2009 in de Texas Country Music Hall of Fame, eveneens in 2009 in de Texas Country Music Hall of Fame en in 2012 in America's Old Time Country Music Hall of Fame. Zijn muziek werd gezongen door onder meer Kenny Rogers, John Denver, Cher en Roger Miller.